# Franz Seydelmann
Franz Seydelmann (Dresda, battezzato l'8 ottobre 1748 – Dresda, 23 ottobre 1806) è stato un compositore tedesco, nonché maestro di cappella della corte di Dresda.

## Biografia
Franz Seydelmann era figlio di Franciscus Seydelmann, un tenore al servizio della cappella della corte di Dresda. Iniziò a studiare musica con i compositori Johann Georg Schürer e Johann Gottlieb Naumann e successivamente, dal 1765 al 1768, fu in Italia con quest'ultimo per perfezionarsi. Tornato nella città natale, nel 1772 fu nominato compositore della musica sacra presso la corte sassone e nel 1787 vi diventò Kapelmeister (maestro di cappella). Nel frattempo, dal 1773 Seydelmann riscosse un certo successo con le sue opere: si ricordano in particolare La serva scaltra (1773), il suo primo lavoro, Il mostro, ossia Da gratitudine amore (1786), che riscosse numerosi consensi ed è considerato la sua migliore opera italiana, e Il turco in Italia (1789); con Amore per oro concluse la sua carriera operistica. Trascorse gli ultimi anni della sua vita dedicandosi alla composizione di musica sacra per le funzioni cattoliche.

## Considerazioni sull'artista
Non molto conosciuto al fuori della Sassonia, Seydelmann si cimentò soprattutto nella composizione di lavori sacri, tutti scritti per la corte di Dresda, i quali sono considerati di elevata qualità e sono tuttora quasi tutti conservati nella Landesbibliothek di Dresda.
Per quanto riguarda i suoi lavori teatrali, nonostante egli ne avesse scritti relativamente pochi rispetto agli altri compositori coevi che gravitavano sul capitale sassone, seppero ottenere i favori del pubblico cittadino. Queste opere sono molto affini a quelle di Naumann, ossia presentano magniloquenze e numerose orchestrazioni. Come altri compositori tedeschi e austriaci contribuì anch'egli alla produzione di alcuni Singspiel.
Scrisse inoltre varie cantate profane, lieder, sonate per tastiera e vari lavori da camera.

## Lavori

### Opere
- La serva scaltra (opera buffa, 1773, Dresda)
- Der Kaufmann von Smyrna (Singspiel, 1778, Dresda; perduto)
- Arsene (Die schöne Arsene) (Singspiel, libretto di A. G. Meissner, dopo. C.-S. Favart), 1779, Dresda)
- Der Tartarische Gesetz (Singspiel, libretto di F. W. Gotter, 1779; perduto)
- Sammlung der vorzüglichsten, noch ungedruckten Arien und Duetten des deutschen Theaters (Singspiel, 1780, Lipsia)
- 'Der lahme Husar (komische Oper, libretto di F. C. Koch, 1780, Lipsia)
- Il capriccio corretto (opera buffa, libretto di Caterino Mazzolà, 1783, Dresda)
- Der Soldat (komische Oper, 1783, Gotha)
- La villanella di Misnia (opera buffa, libretto di Caterino Mazzolà, 1786, Dresda)
- Il mostro, ossia Da gratitudine amore (opera buffa, libretto di Caterino Mazzolà, 1786, Dresda)
- Il turco in Italia (opera buffa, libretto di Caterino Mazzolà, 1788, Dresda)
- Amore per oro (opera buffa, libretto di Caterino Mazzolà, 1790, Dresda)
- Le fils reconnaissant (Singspiel, 1795, Oels)

### Altri lavori vocali profani
- Non temer, ti sieguo anch'io (aria con orchestra, 1779)
- Circé (cantata, 1787, Dresda)
- An den Schöpfer (cantata per soprano e basso continuo)
- Il primo amore (cantata per soprano e orchestra)
- Sie kömmt, die vielgeliebte Mutter (cantata)
- Licenza (cantata per soprano, coro e orchestra)
- Numerose canzoni e lieder

### Musica sacra
- La Betulia liberata (oratorio, 1774)
- Gioas rè di Giuda (oratorio, 1776)
- La morte d'Abele (oratorio, 1801)
- 36 Messe
- Requiem
- 37 offertori
- 15 vespri
- 12 litanie
- 32 antifone
- 40 salmi
- 2 inni
- 4 miserere
- Stabat mater
- Altri lavori sacri minori

### Musica strumentale
- Sinfonia in re maggiore
- 6 sonate per clavicembalo e flauto (1785)
- 3 sonate per clavicembalo/fortepiano e violino (1786)
- 2 sonate per clavicembalo e violino (1768-75)
- 6 Sonaten für zwo Personen auf einem Clavier (1781)
- Allegretto del Capriccio corretto con variazioni per clavicembalo (1790)
- 6 sonate per clavicembalo (1776)
- Sonata